# Teodor II Irenik
Teodor II Irenik, gr. Θεόδωρος Β' Εἰρηνικός (zm. 31 stycznia 1216) – ekumeniczny patriarcha Konstantynopola rezydujący w Nicei od 28 września 1214 do 31 stycznia 1216.

## Życiorys
Jego kadencję na stanowisku patriarchy cechowała otwarta konfrontacja z Kościołem katolickim na terenach zajętych przez łaciński patriarchat Konstantynopola.